# 장승남로
장승남로는 인천광역시 남동구 만수6동에 있는 도로이다. 서쪽으로 맞닿은 소래로부터 담방로를 가로질러 동쪽으로는 장수천 자전거길과 맞닿아 있으며 만수3지구라고 불리는 만수동 중심상권을 담당하는 도로이다.
1990년대 초, 만수 3지구의 개발이 시작되며 개설되었으며 1990년대 말에 만수천이 복개화 되면서 장승남로에 있던 다리 하나가 없어지게 되었다.

## 개요
소래포구까지는 차로 10분 정도 걸리며 남동구의 중심상권 구월로데오거리까지도 차로 10 여분 밖에 안걸린다.  남동구청역까지는 걸어서 15분이면 간다. 근처 학교로는 인천남동초등학교, 인천담방초등학교, 남동중학교, 만성중학교, 인천만수고등학교 등이 있다. 장수천을 건너 무네미로를 가로질러 언덕을 하나 넘으면 서창동이 위치해있다. 다만 무네미로와의 접근은 옆길을 통해 이동 가능하다.
만수3지구 개발지가 90년대 초 기준으로 만들어져, 약 30년 수 이상이 되어 장수천 남동둘레길과 함께 어우러져 가로수들이 우거져 플라타너스, 벚꽃류 나무들이 예쁜 명소로 자리 잡고 있다.

## 사진

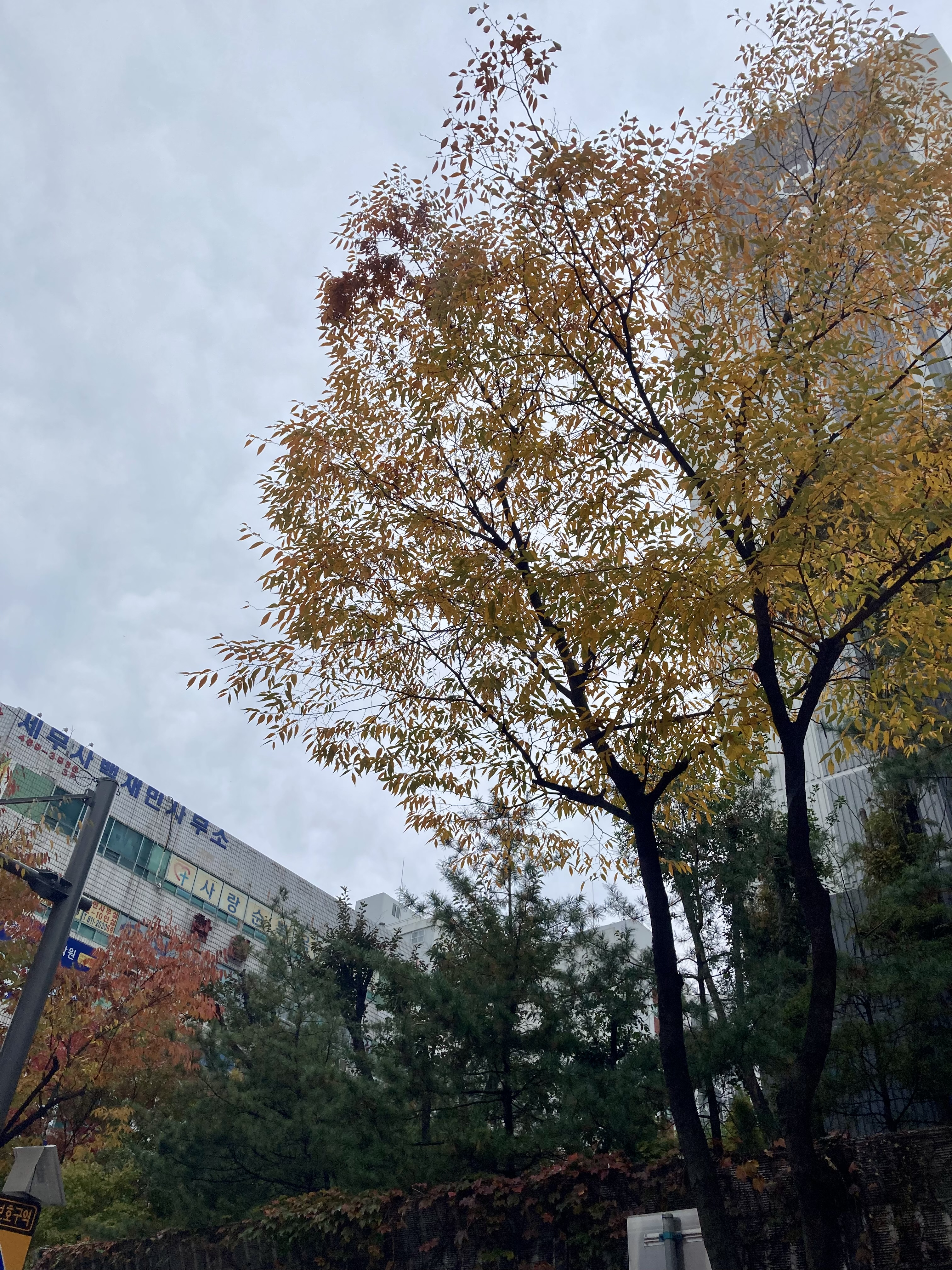
만수6동 가을풍경
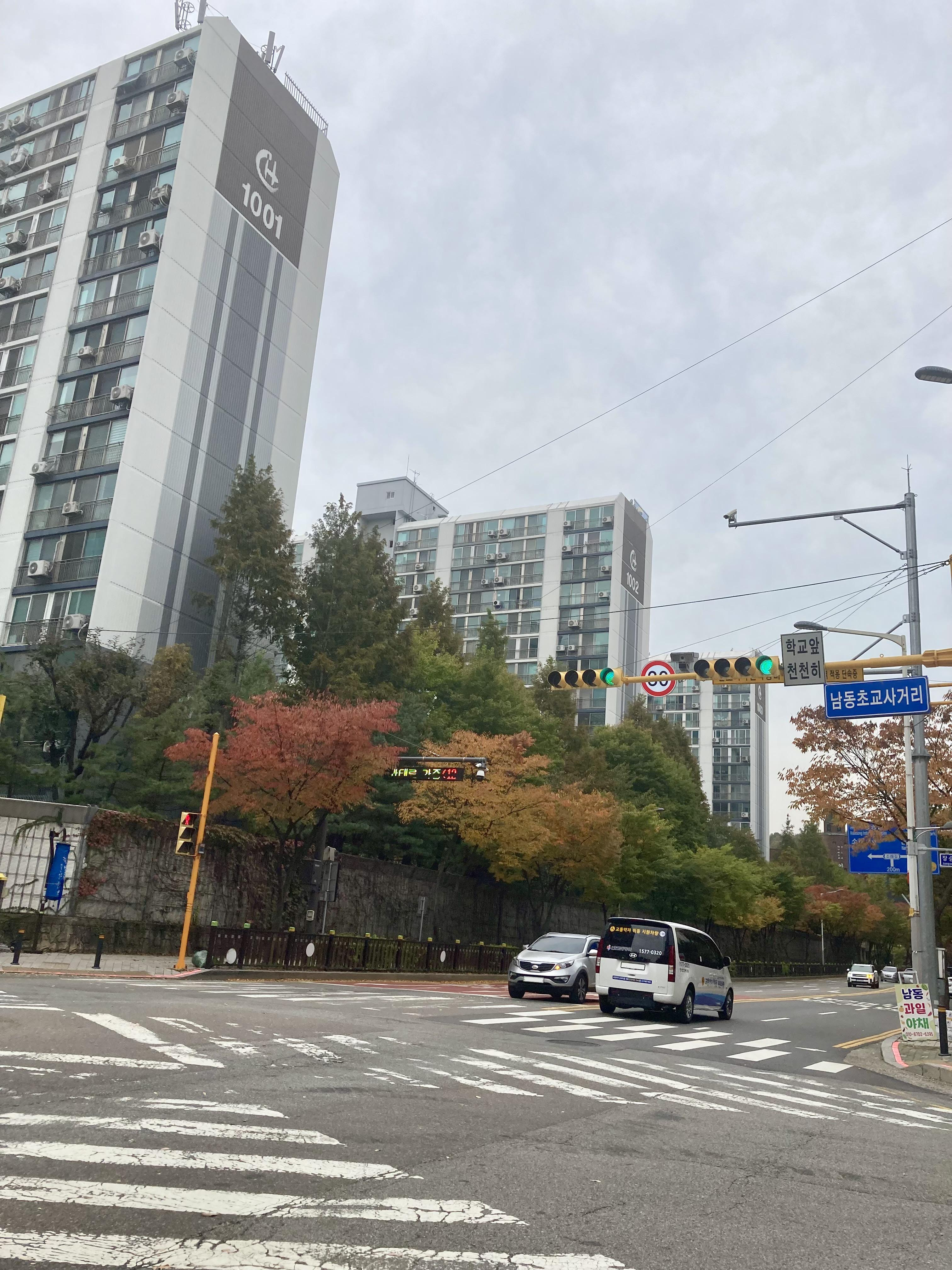
남동초교사거리
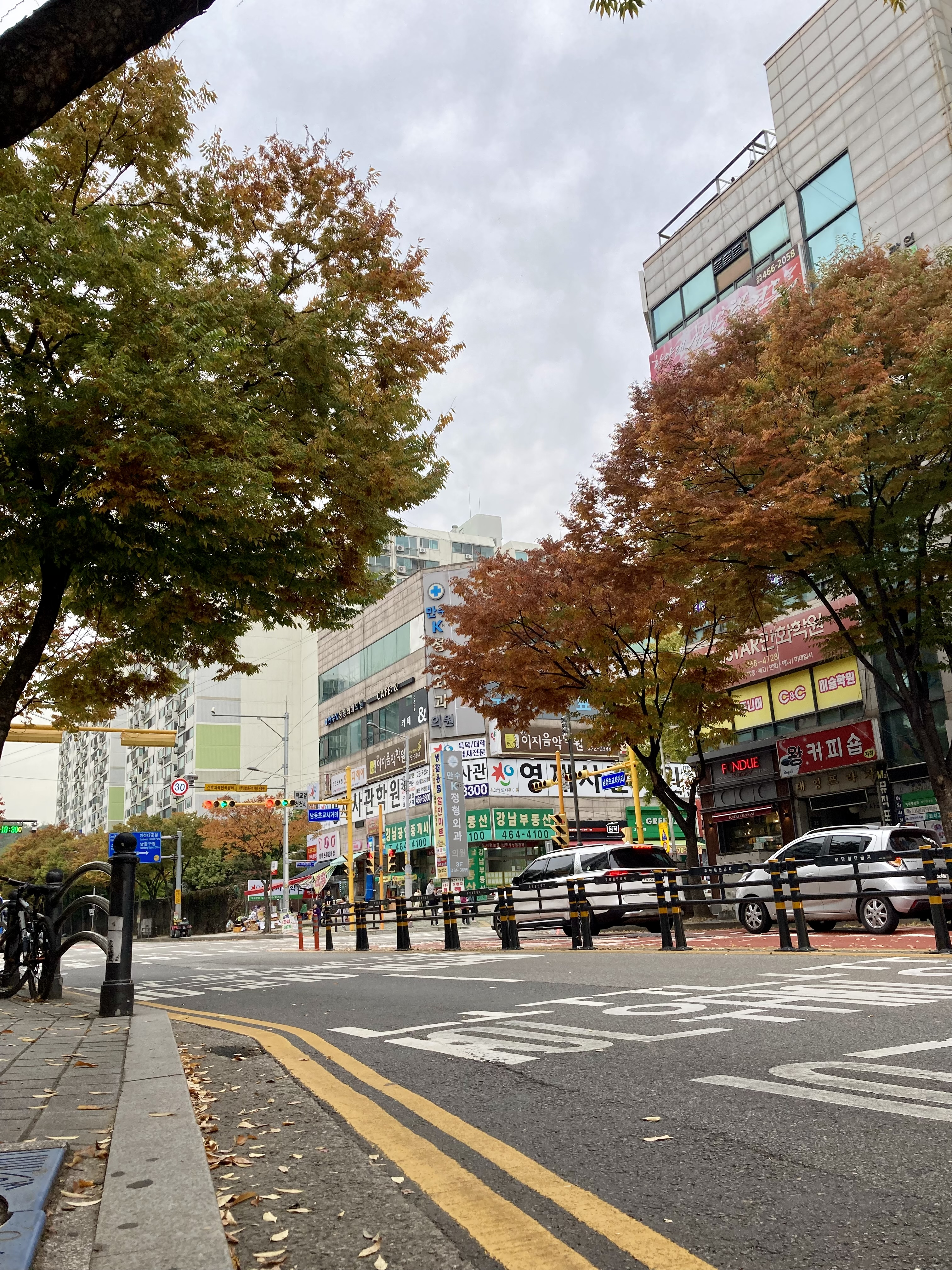
장승남로 만수주공9단지방향
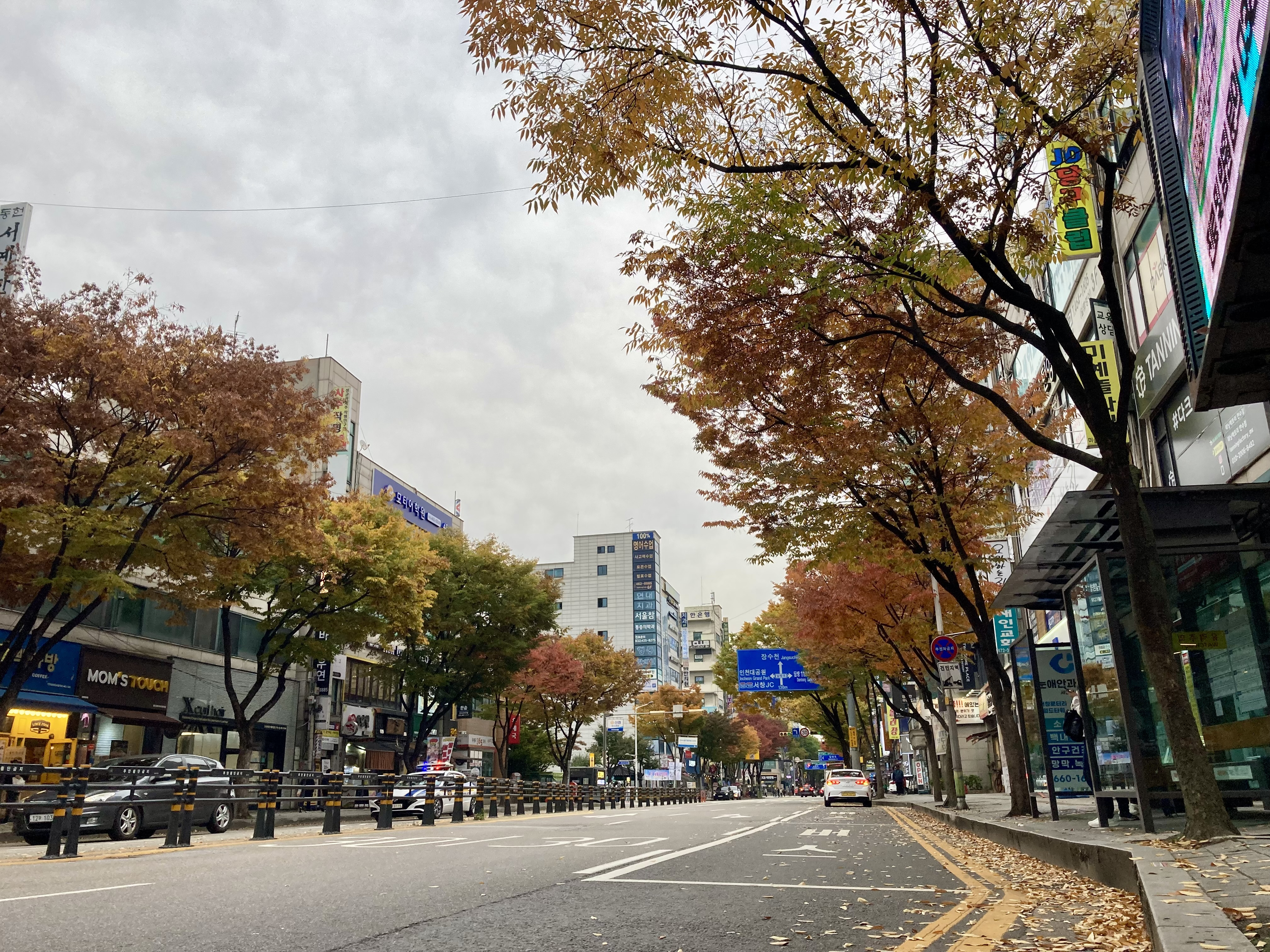
장승남로 행정복지센터방향
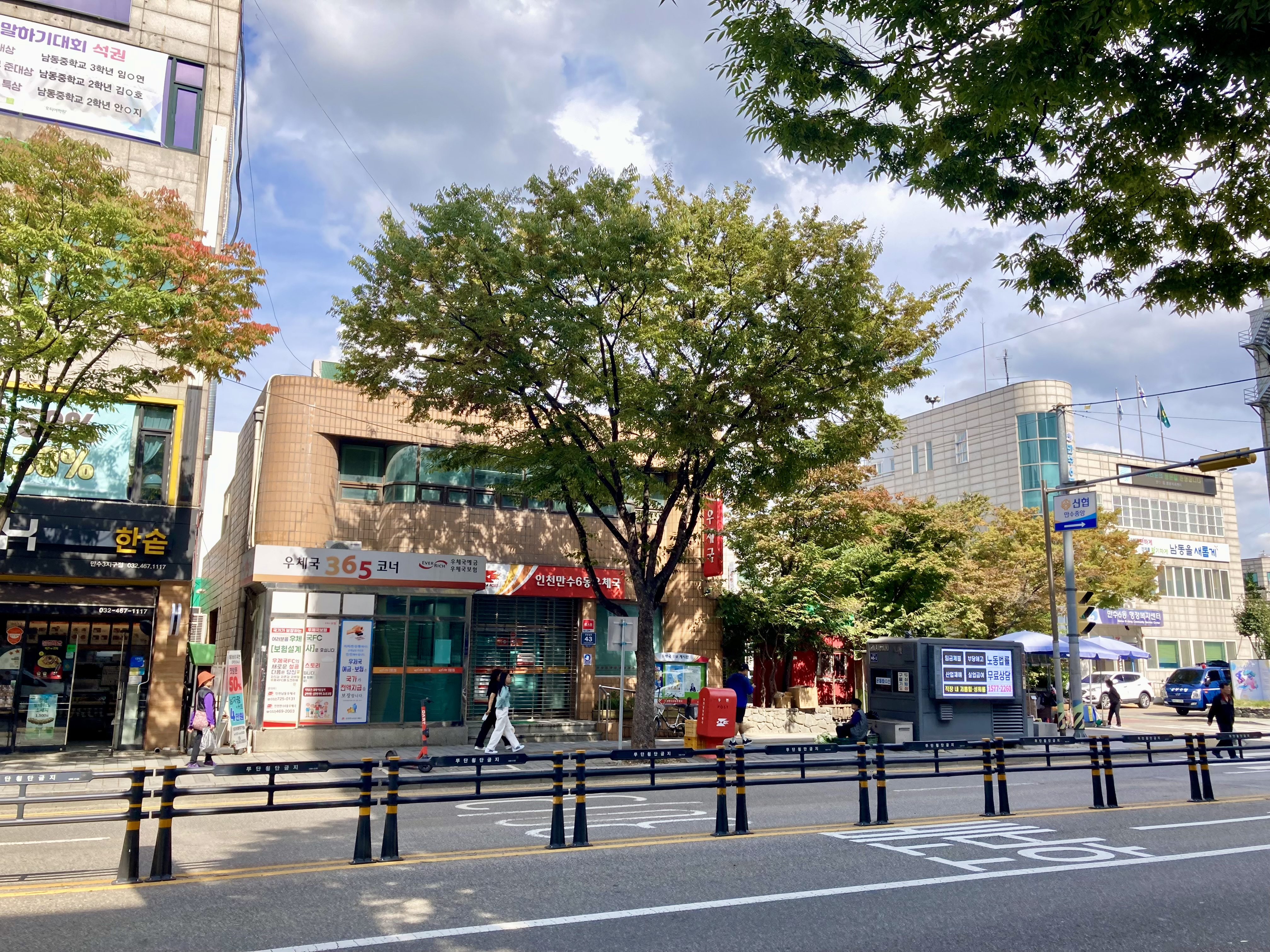
장승남로에 있는 만수6동우체국
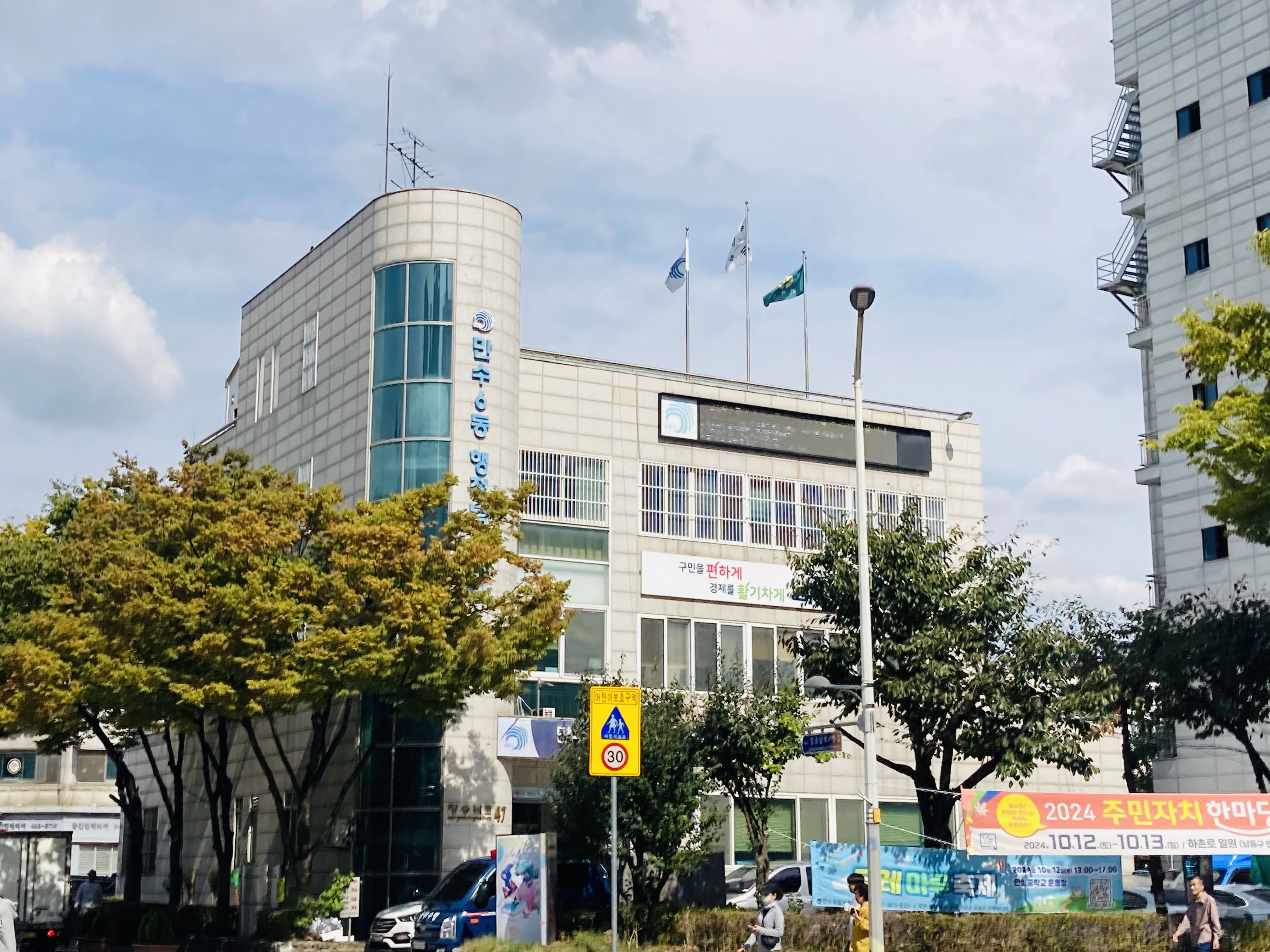
만수6동행정복지센터
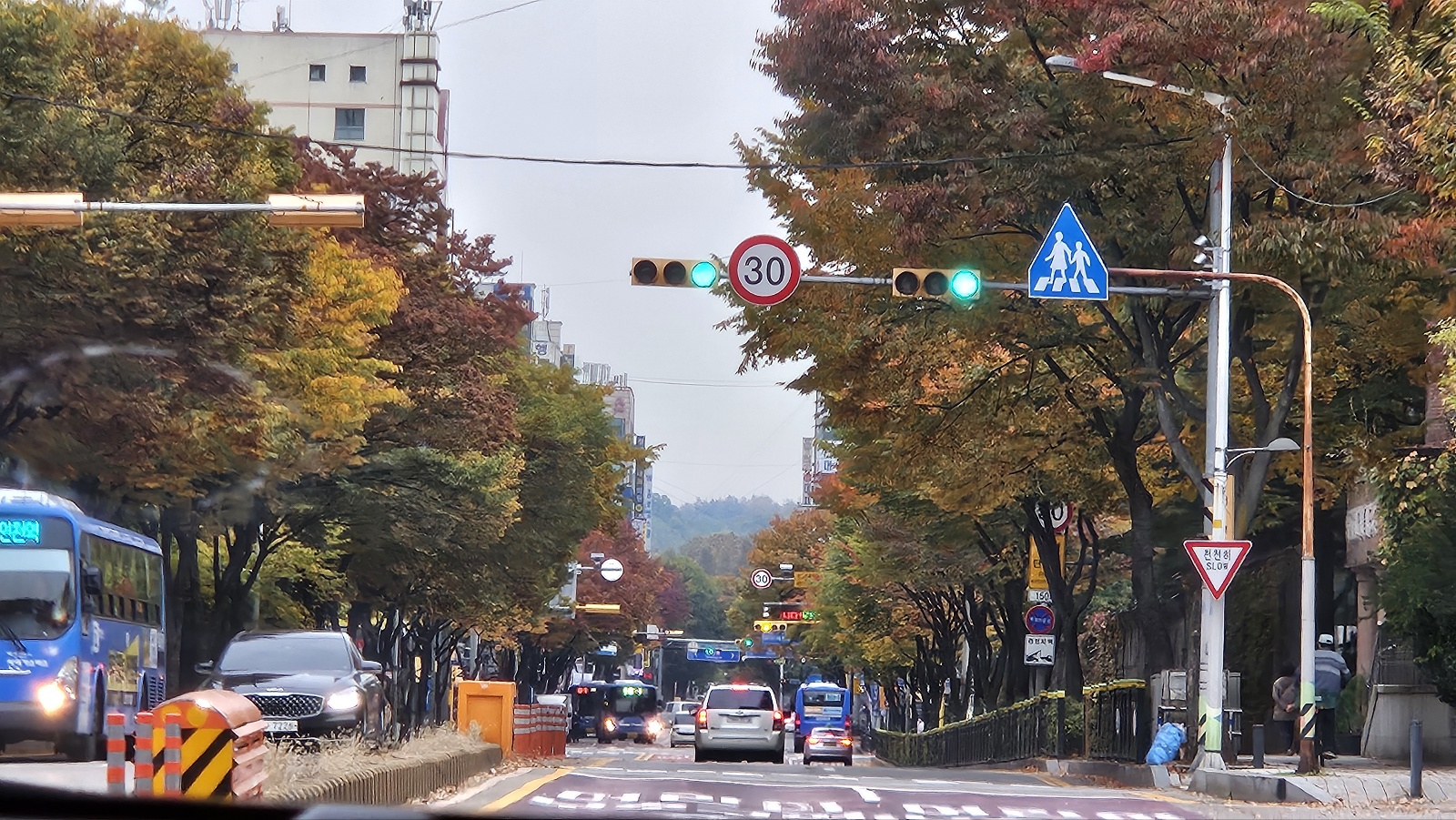
만수주공10단지 앞길

## 같이 보기
- 장승로